# Scandi(III) oxide
Scanđi(III) Oxide, có công thức hóa học là Sc2O3, còn được gọi với cái tên là scandia, là một Oxide đất hiếm có khả năng nóng chảy. Hợp chất này được sử dụng trong việc điều chế các hợp chất scanđi khác cũng như trong các hệ thống nhiệt độ cao (để chịu nhiệt và sốc nhiệt), gốm điện tử, và thành phần thủy tinh với vai trò là một thành phần phụ.

## Sản xuất
Scanđi(III) Oxide là hợp chất chủ yếu của nguyên tố scandi, được điều chế, sản xuất bởi ngành công nghiệp khai thác mỏ. Quặng giàu scanđi có thể kể đến là thortveitit (Sc,Y)2(Si2O7) và kolbeckit ScPO4·2H2O có khả năng được tìm thấy rất thấp. Tuy hiếm là vậy, nhưng dấu vết của scanđi được dễ dàng tìm thấy trong nhiều khoáng chất khác. Vì vậy, scanđi(III) Oxide được điều chế chủ yếu bằng một phụ phẩm từ quá trình chiết xuất các nguyên tố khác.

## Điều chế
Scanđi(III) Oxide là dạng chính của scanđi tinh chế được sản xuất bởi ngành công nghiệp khai thác mỏ, làm cho nó trở thành điểm khởi đầu cho tất cả các hóa chất liên quan đến nguyên tố scanđi.
Scanđi(III) Oxide phản ứng với hầu hết các axit khi đun nóng, để tạo ra họp chất cần thiết. Ví dụ, đun nóng dung dịch HCl với lượng dư tạo ra scanđi(III) chloride dạng ngậm nước, có công thức ScCl3·nH2O. Hợp chất ngậm nước này có thể trở thành chất khan bằng cách bốc hơi, khi cho lượng khí khô NH4Cl đi qua nó, và sau phản ứng đó, hỗn hợp được tạo ra được tinh chế bằng cách loại bỏ NH4Cl bằng cách thăng hoa ở 300–500 ℃. Sự có mặt của NH4Cl là cần thiết, vì muối này tạo thành hợp chất oxychloride hỗn hợp khi được sấy khô:
Sc2O3 + 6HCl + xH2O → 2ScCl3·nH2O + 3H2O
ScCl3·nH2O + nNH4Cl → ScCl3 + nH2O + nNH4Cl